# Diogmites castaneus
Diogmites castaneus là một loài ruồi trong họ Asilidae. Diogmites castaneus được Macquart miêu tả năm 1838.